# بحيرة إيري

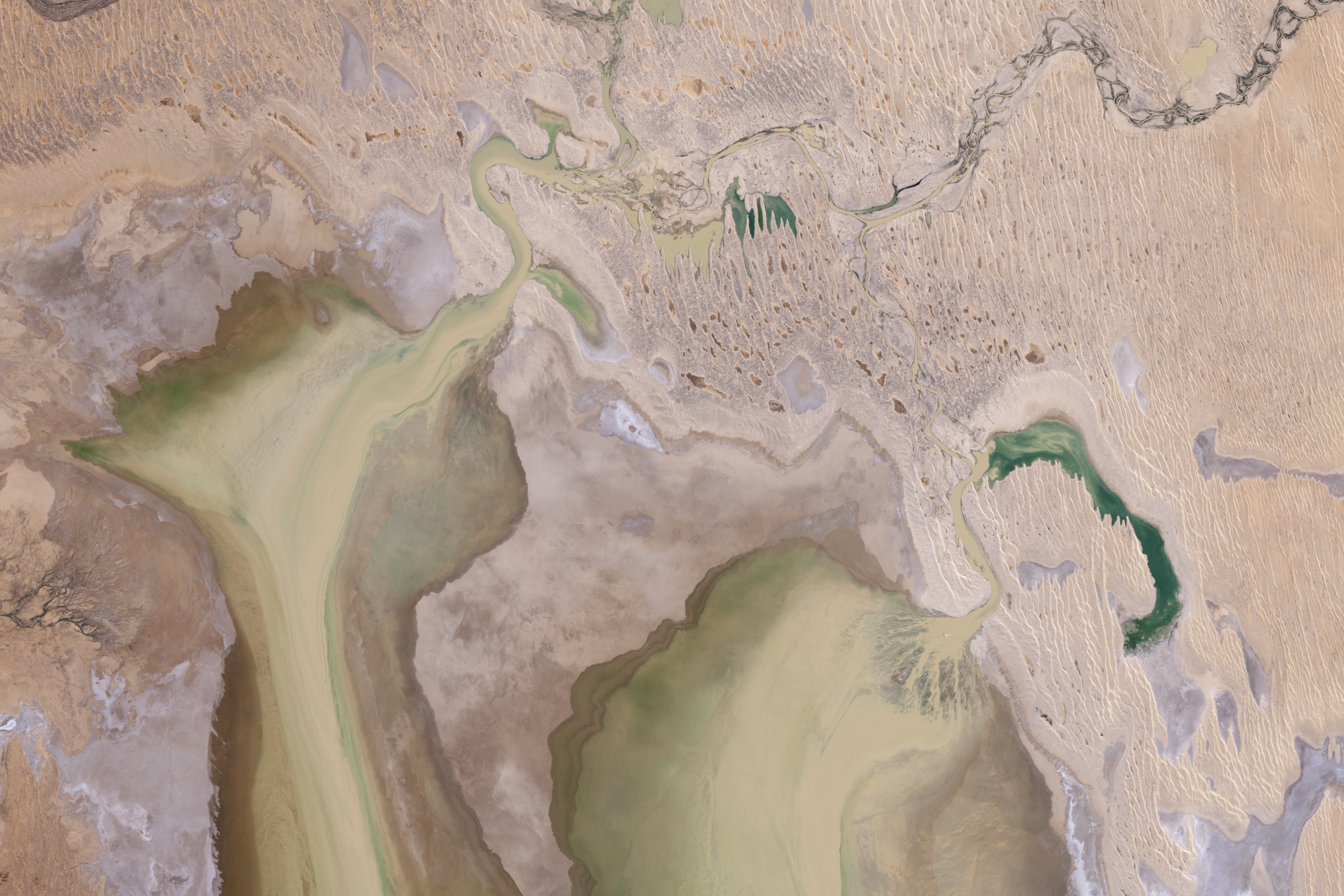
بحيرة إيري خلال موسم الأمطار.

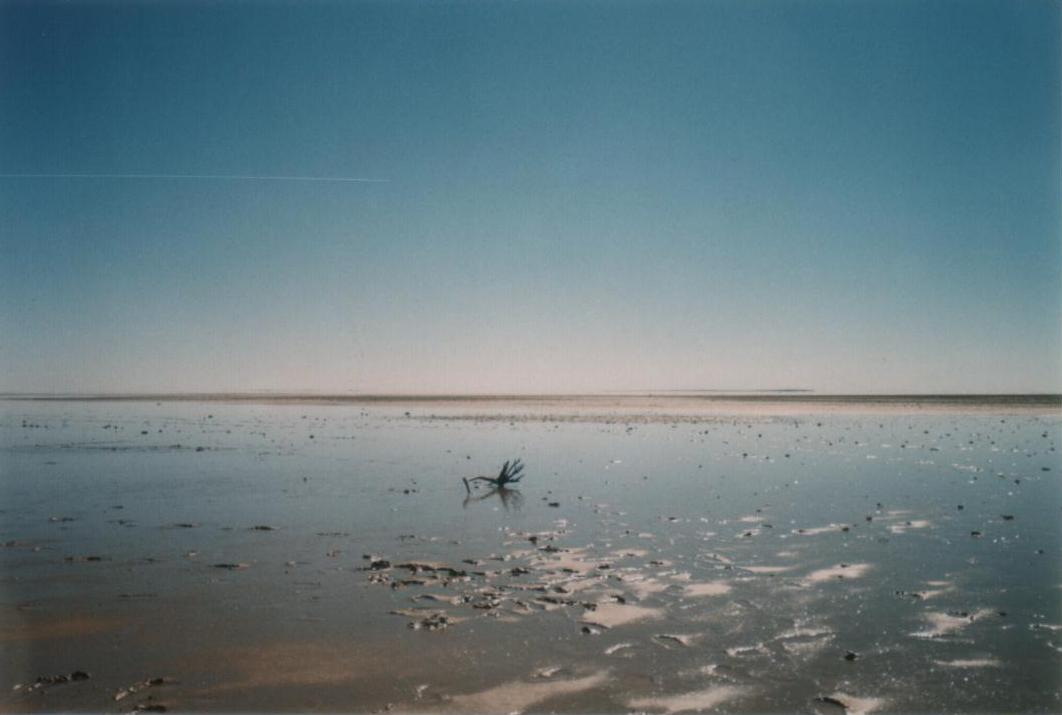
جنوب بحيرة إيري.

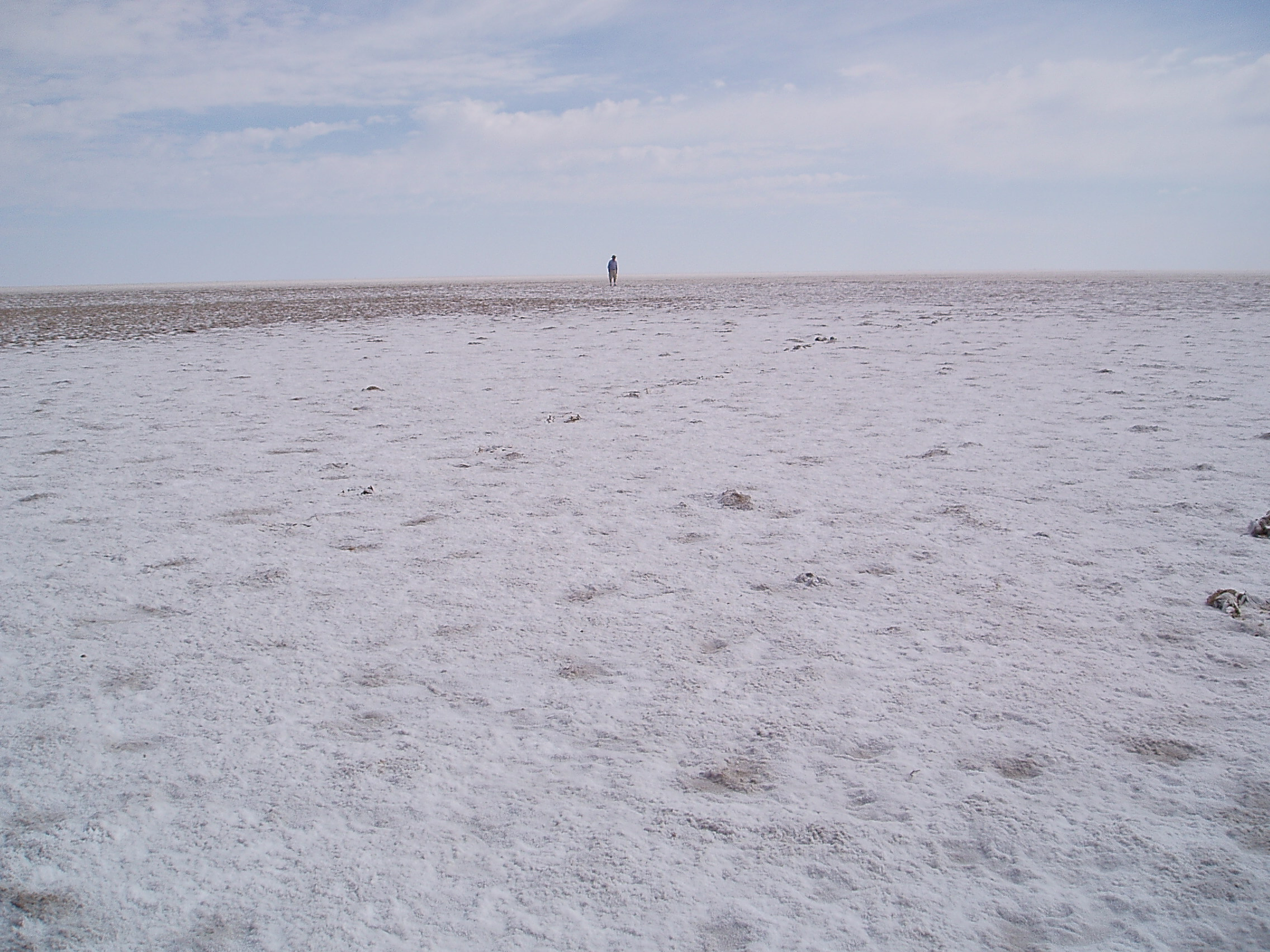
قشرة الملح في بحيرة إيري.

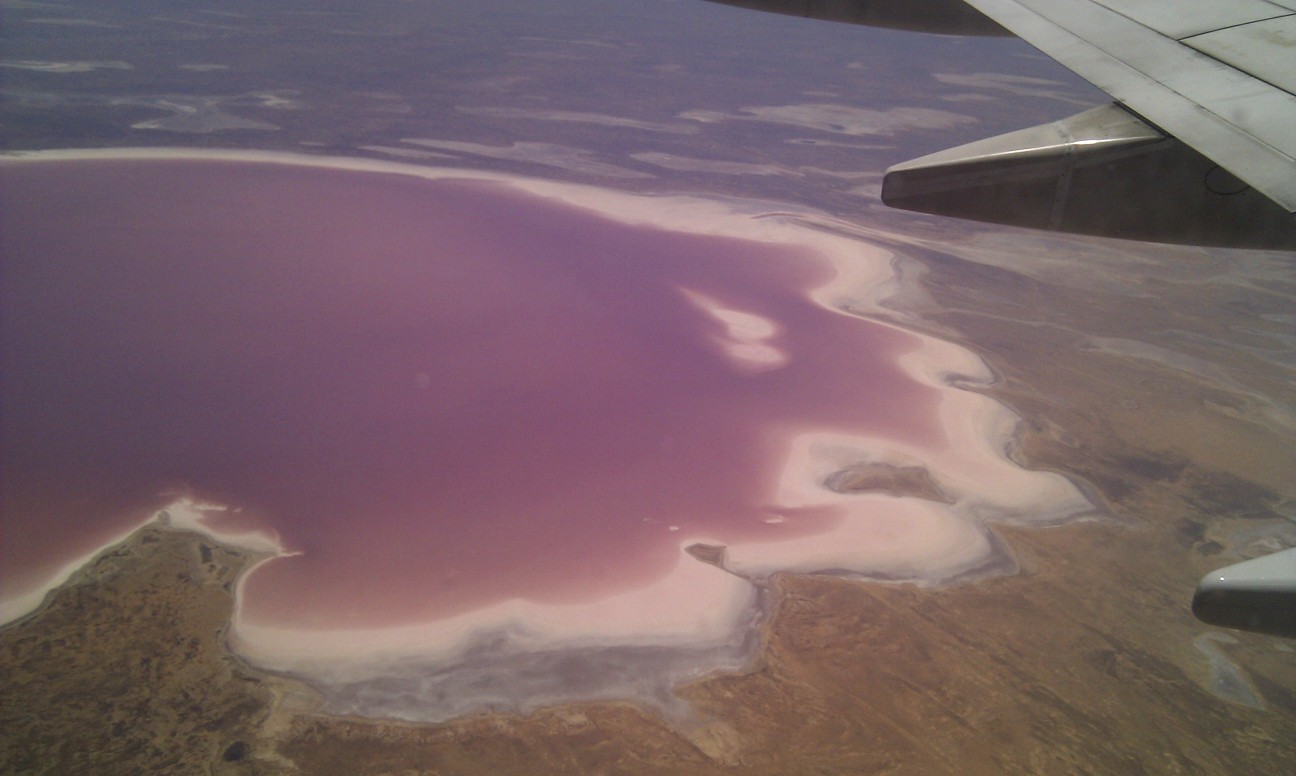
منظر لبحيرة إيري من الطائرة يظهر فيه اللون الوردي للطحالب.

بحيرة إيري (بالإنجليزية: Lake Eyre) ( /ˈɛər/) هي أكثر النقاط انخفاضًا في أستراليا، بمقدار يبلغ 15 م (49 قدم) تقريبًا (AHD) أسفل مستوى سطح البحر، وفي الأوقات النادرة التي تمتلئ فيها البحيرة، فإنها تصبح أكبر بحيرة في أستراليا وأكبر 18 بحيرة في العالم. فهي النقطة المركزية لحوض بحيرة إيري الضخم، وتقع في جنوب أستراليا، حوالي 700 كـم (435 ميل) شمال أديليد. وقد أخذت البحيرة اسمها من إدوارد جون إيري وهو أول أوروبي يرى المكان عام 1840.
ويسعى أصحاب البحيرة الأصليون، شعب أرابيونا (Arabuna)، لاستعادة الاسم القديم للبحيرة، كاتي ثاندا (Kati Thanda)، وكذلك منع الإبحار في البحيرة (وهو ما يعني إغلاق نادي يخوت بحيرة إيري).

## الطبيعة الجغرافية
تقع بحيرة إيري في صحاري وسط أستراليا، في شمال جنوب أستراليا. وتتميز طبيعة حوض بحيرة إيري بنظام مغلق يحيط بقاع البحيرة، في حين يتميز أدنى أجزائها بوجود بركة الملح المميزة لها، والتي نتجت عن الامتلاء الموسمي للبحيرة، والتبخر اللاحق للمياه المتجمعة بها. وحتى في الموسم الجاف، عادة ما يكون هناك بعض المياه المتبقية في بحيرة إيري، تتجمع بشكل طبيعي في عدد من البحيرات الأصغر داخل حدودها.
وخلال الـموسم الأمطار فإن الأنهار التي تنبع من الجزء الشمالي الشرقي لحوض بحيرة إيري (في المنطقة النائية (جنوب غرب ووسط) في كوينزلاند) تصب في اتجاه البحيرة من خلال شانيل كونتري (Channel Country). وتحدد كمية المياه القادمة مع موجة رياح موسمية ما إذا كانت المياه ستصل إلى البحيرة، وفي حالة حدوث ذلك، فإلى أي مدى قد يصل عمق البحيرة.
ويشير الارتفاع الذي بلغ 15 مترًا وتتميز به بحيرة إيري إلى أكثر الأجزاء عمقًا في قاع البحيرة، في منطقتي خليج بِلت (Belt Bay) وماديجان (Madigan Gulf). في حين أن خط الشاطئ يرتفع بنحو -9 م.

## الفيضانات

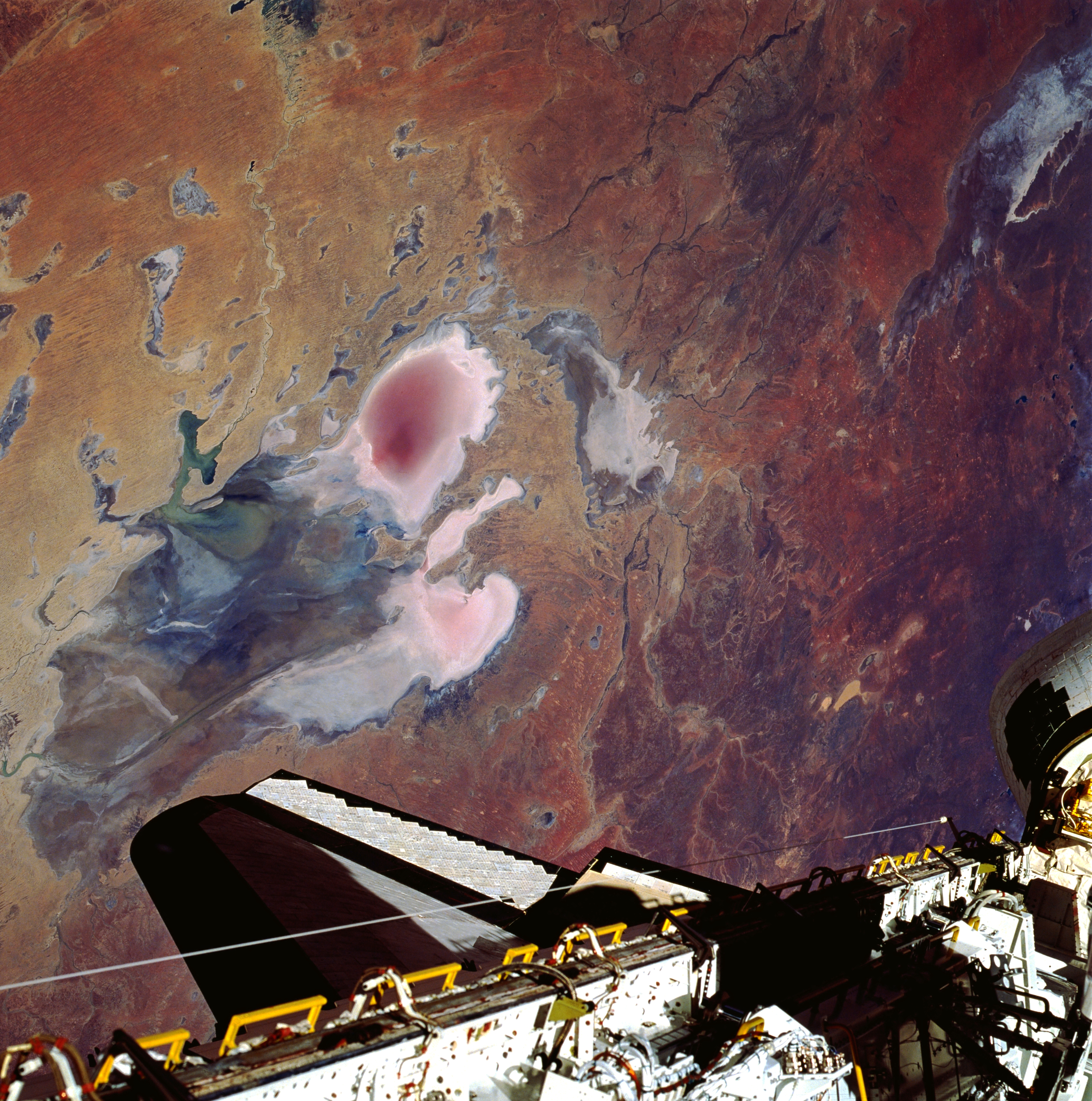
صورة لبحيرة إيري ملتقطة بواسطة مكوك فضائي -1990

يحدث فيضان بارتفاع يبلغ 1.5 م (5 قدم) كل ثلاث سنوات، في حين أن فيضان بارتفاع 4 م (13 قدم) يحدث كل عقد، وتمتلئ البحيرة أو تقترب من الامتلاء مرات قليلة كل قرن. وسرعان ما يتبخر الماء في البحيرة، عند حدوث فيضان صغير أو متوسط، متسبب في جفافها مع نهاية الصيف الذي يليه.
وقد تمتلئ البحيرة في سنوات النينا (La Niña) القوية. وقد حدث هذا منذ 1885 في الأعوام 1886–1887 و 1889–1890 و 1916–1917، 1950، و 1955، و 1974–1976، حيث حدث أكبر الفيضانات بنحو 6 م (20 قدم) في 1974. كما يمكن للأمطار المحلية أن تملأ بحيرة إيري بنحو 3–4 أمتار (10–13قدمًا) كما شهدت الفترة بين 1984 و 1989. وعلى الرغم من أن الأمطار الغزيرة التي سقطت في يناير 2007 قد استمرت حوالي ستة أسابيع حتى وصلت إلى البحيرة، فإن المياه لم تصل البحيرة إلا بنسبة محدودة.
وعند فيضان البحيرة الذي شهدته مؤخرًا كانت المياه عذبة تقريبًا، وتمكنت الأسماك، بما فيها أسماك دينيس العظمية bony bream (Nematolosa erebi)، وفصائل حوض بحيرة إيري الفرعية مثل أسماك الفرخ الذهبية (golden perch) (Macquaria ambigua) والعديد من فصيلة الأسماك صلبة الرأس (hardyhead) الصغير مثل (فصيلة Craterocephalus الفرعية) من العيش فيها. وتزداد ملوحة الماء بذوبان قشرة الملح التي يبلغ سمكها 450 مـم (18 بوصة) على مدى فترة زمنية تصل إلى ستة أشهر، وهو ما ينتج عنه زيادة هائلة في معدل وفاة الأسماك. ولكن على عمق يزيد عن 4 م (13 قدم) في مياه البحيرة تتساوى درجة ملوحة المياه مع درجتها في البحر، ولكن تزداد درجة الملوحة مع تبخر المياه، حيث يحدث التشبع على عمق يصل حوالي 500 مـم (20 بوصة). وتصطبغ البحيرة باللون الوردي عندما تحدث عملية الإشباع نظرًا لوجود صبغة بيتا كاروتين الناتجة عن وجود طحالب دوناليلا سالينا (Dunaliella salina).

### طيور البحيرة
أعلنت جمعية الطيور العالمية أن البحيرة هي أحد مناطق الطيور المهمة (IBA) وذلك لأنها، عند فيضانها، تعزز عمليات التوالد الكبرى لطيور الكرسوع مطوق المنقار والبجع الأسترالي (Australian Pelican)، فضلاً عن ما يزيد عن 1% من طيور العالم من النكات حمراء العنق (Avocet)، وزمار الرمل حاد الذيل (Sharp-tailed Sandpiper)، وزمار الرمل أحمر العنق (Red-necked Stint)، ونورس الفضة و خطاف أبو بلحة.

### 2009
وصل فيضان البحيرة لعام 2009 ذروته عندما بلغ عمق المياه 1.5 م (5 قدم) في أواخر مايو، وهو ربع أقصى مستوى عمق سجله بنحو 6 م (20 قدم). وقد كانت 9 كـم3 (2 ميل3) من المياه قد عبرت حدود كوينزلاند–جنوب أستراليا حيث تأتي معظمها من الفيضانات الهائلة في نهر جورجينا. وعلى الرغم من أن النسبة الأكبر من المياه قد امتصتها الصحراء أو تبخرت في طريقها إلى البحيرة، فإنه قد تبقى منها أقل من 4 كم3 (0.24 ميل مكعب) في البحيرة والتي غطت منطقة بلغت حوالي 800 كـم2 (309 ميل2) أو 12% من حجم البحيرة. ونتيجة لأن الفيضان لم يبدأ في ملأ أعمق نقطة في البحيرة (خليج بِلت) حتى نهاية مارس، بدأ الطائر الصغير يفضل بدلاً من ذلك بناء أعشاشها في الروافد العليا لحوض بحيرة إيري، شمال بيردز فيل (Birdsville)، حيث تظهر البحيرات الكبرى في يناير كنتيجة لسقوط موجة المطر الموسمية.

### 2010
تسبب تساقط الأمطار الغزير في الصيف في تدفق مياه الفيضان إلى مستجمعات ديامنتا، وجورجينا، وخور كوبر بحوض بحيرة إيري، حيث قد وصل خور كوبر البحيرة للمرة الأولى منذ 1990. وأدت الأمطار الغزيرة إلى تشجيع العديد من أنواع الطيور المختلفة إلى الهجرة مجددًا والعودة إلى مناطق التوالد.

### 2011
أما عن الأمطار الغزيرة التي شهدتها البحيرة في أوائل مارس، فإنها ملأت النهاية الجنوبية منها، في حين أن الجزء الشمالي والذي عادة ما يكون بركة ملح، قد امتلأ 75 في المائة منه بالماء المتدفق من الخلجان المحلية.

## نادي اليخوت
نادي يخوت بحيرة إيري هو مجموعة خاصة من البحارة الذين يبحرون بها عند فيضان البحيرة، وقد قاموا برحلات متعددة على مدى الأعوام 1997 و 2000 و 2001 و 2004 و 2007 وأخيرًا 2009. كما قام عدد من بحاري المقطورات 6 م (20 قدم) بالإبحار في بحيرة إيري أعوام 1975 و 1976 و 1984 عندما وصل عمق المياه 3–6 م (10–20 قدمًا). وفي يوليو 2010 عقد نادي اليخوت سباق القوارب للمرة الأولى منذ 1976، وأول سباق في بحيرة Killamperpunna، بحيرة مياه عذبة في خور كوبر. حيث وصل كوبر إلى بحيرة إيري للمرة الأولى منذ 1990.
وعندما تكون البحيرة ممتلئة، تحدث ظاهرة ملحوظة مع الاقتراب من منتصف اليوم، إذ يصبح سطح البحيرة مستويًا تمامًا. كما تعكس صفحة الماء وجه السماء بطريقة تجعل من المستحيل رؤية كل من الأفق وسطح الماء فعليًا. وقد قال عميد نادي يخوت بحيرة إيري أن الإبحار في هذا الوقت يبدو وكأنك تبحر في السماء.

## محاولات تسجيل سرعة الأرض

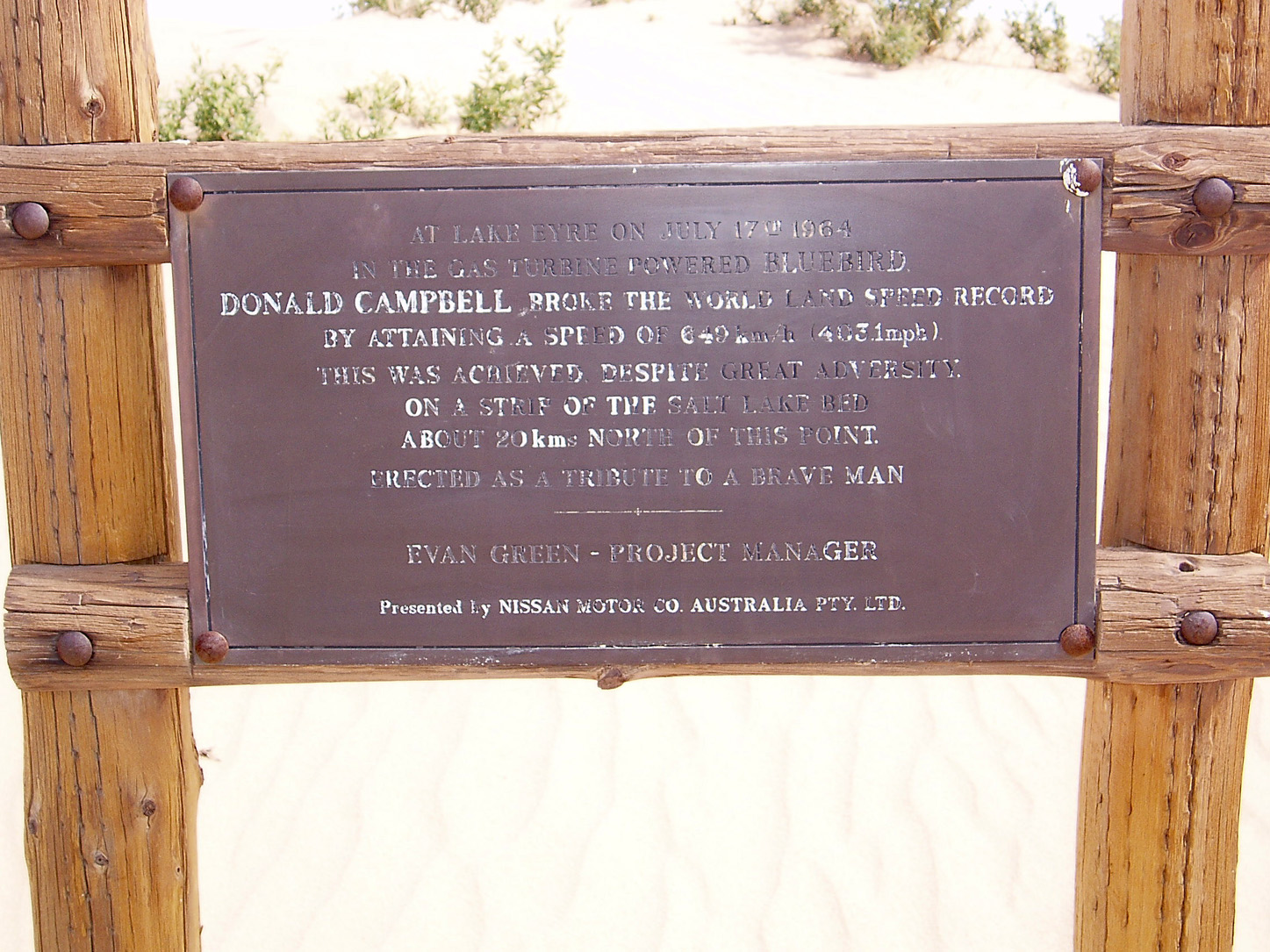
لوحة كامبل عند Level Post Bay

كانت بحيرة إيري موقعًا للعديد من محاولات قياس سرعة الأرض في مناطقها السبخة، وخاصة تلك التي قام بها دونالد كامبل (Donald Campbell) باستخدامه بلوبيرد-بروتيوس CN7 (Bluebird-Proteus CN7).

## وصلات خارجية
- NASA Earth Observatory pages on Lake Eyre: ,
- Lake Eyre Yacht Club website
- Lake Eyre pelican mystery
- Floods of Lake Eyre - Dr Vincent Kotwicki's site نسخة محفوظة 21 أغسطس 2006 على موقع واي باك مشين.
- GSL Aviation - Lake Eyre Scenic Flights